# Mairy-sur-Marne
Mairy-sur-Marne ist eine französische Gemeinde mit 565 Einwohnern (Stand: 1. Januar 2022) im Département Marne in der Region Grand Est (vor 2016 Champagne-Ardenne). Sie gehört zum Arrondissement Châlons-en-Champagne und zum Kanton Châlons-en-Champagne-3.

## Geographie
Mairy-sur-Marne liegt etwa neun Kilometer südsüdöstlich von Châlons-en-Champagne an der Marne. Nachbargemeinden sind Écury-sur-Coole im Norden und Nordwesten, Sogny-aux-Moulins im Norden, Chepy im Nordosten, Saint-Germain-la-Ville und Vésigneul-sur-Marne im Osten, Togny-aux-Bœufs im Süden und Südosten, Coupetz im Süden und Südwesten, Cernon im Südwesten sowie Saint-Quentin-sur-Coole im Westen.

## Bevölkerungsentwicklung
| Jahr                       | 1962 | 1968 | 1975 | 1982 | 1990 | 1999 | 2006 | 2011 | 2018 |
| -------------------------- | ---- | ---- | ---- | ---- | ---- | ---- | ---- | ---- | ---- |
| Einwohner                  | 265  | 289  | 311  | 605  | 589  | 564  | 534  | 562  | 551  |
| Quellen: Cassini und INSEE |      |      |      |      |      |      |      |      |      |

## Sehenswürdigkeiten
- Kirche Saint-Léger, erbaut 1877 bis 1883 und 1896
- Schloss Mairy-sur-Marne, um 1680 erbaut

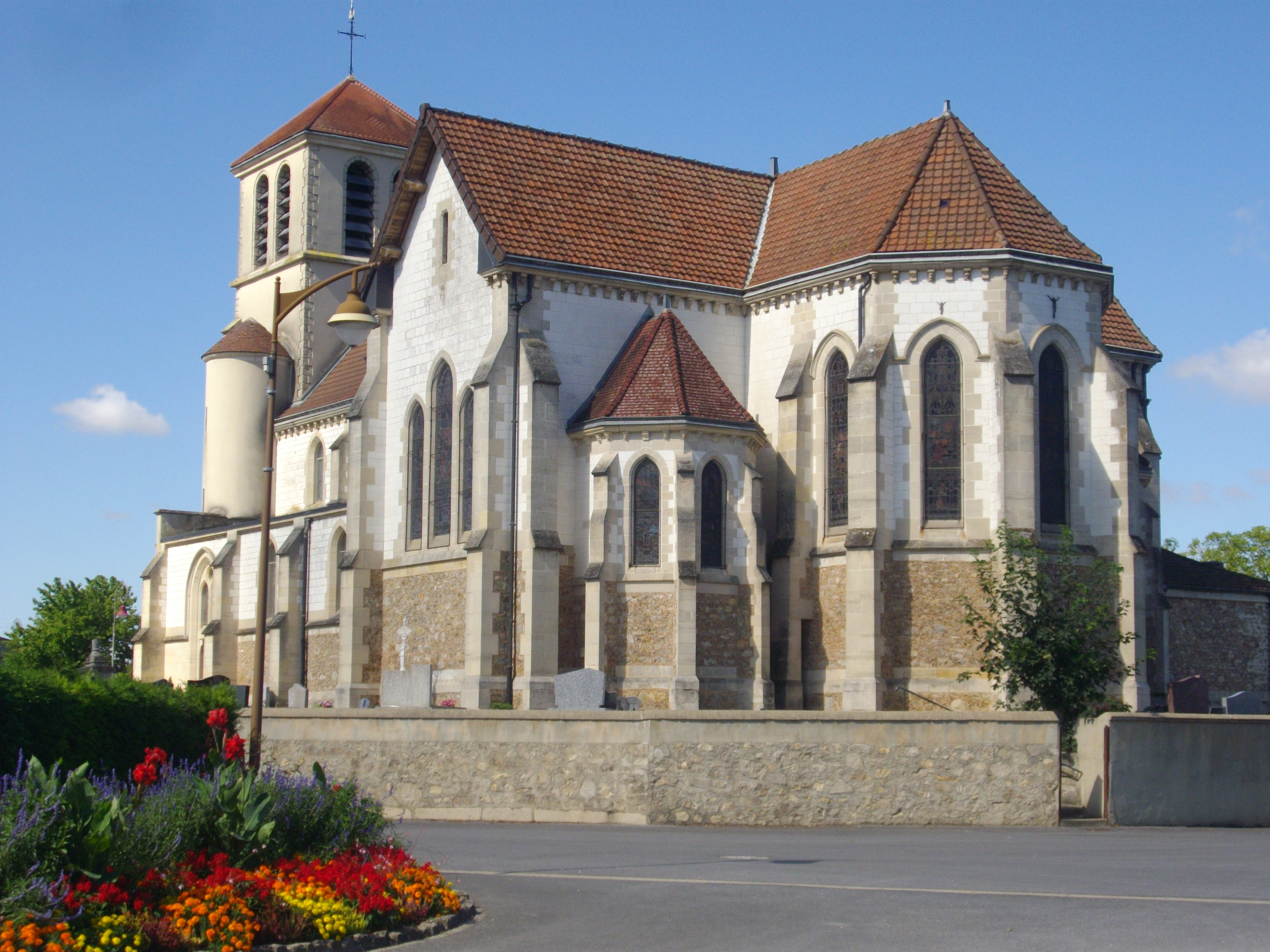
Kirche Saint-Léger
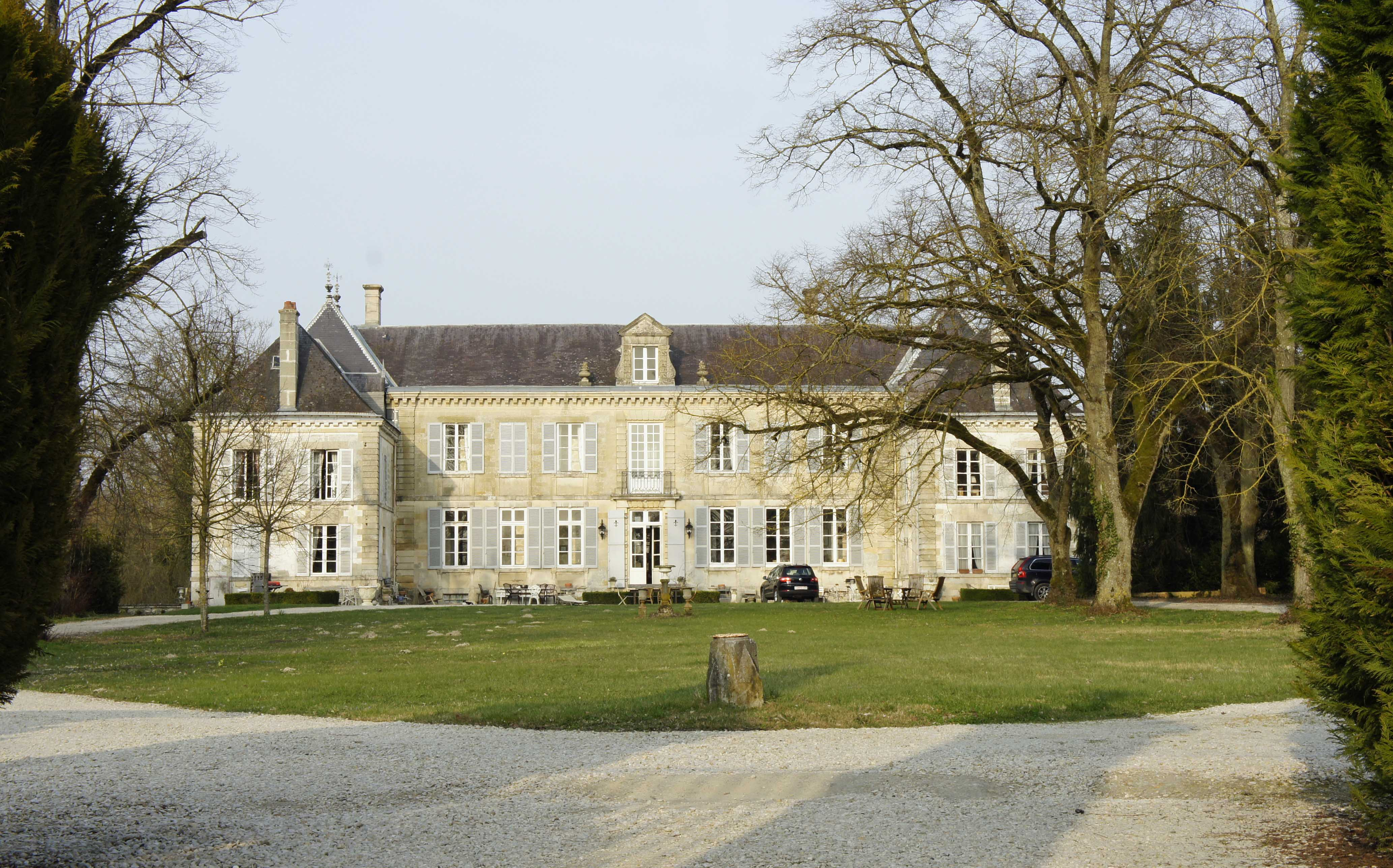
Schloss Mairy-sur-Marne